# Eumorphus assamensis
Eumorphus assamensis es una especie de coleóptero de la familia Endomychidae.

## Distribución geográfica
Habita en Yunnan, Assam y Singapur.